# Симон VIII де Лален
Симон VIII де Лален (фр. Simon VIII de Lalaing; ок. 1405 — 15 марта 1476) — сеньор де Монтиньи и де Сант, бургундский военачальник и государственный деятель, рыцарь ордена Золотого Руна.

## Биография
Сын Отона II де Лалена и Иоланды де Барбансон.
Будучи младшим сыном, он получил незначительную долю наследства, и поэтому решил выдвинуться на военной службе. В 1426 году вместе с Ги, бастардом Бургундским, он отправился оборонять Кипр от турок; за храбрость, проявленную в морском сражении, был пожалован в рыцари.
Вернувшись на родину, стал капитаном на службе Жана де Люксембурга, графа де Линьи. Вскоре он прославился своей храбростью; в феврале 1429 года он был одним из пяти бургундских чемпионов, блестяще показавших себя в присутствии герцога Бургундского на турнире в Аррасе, где они состязались с французскими рыцарями. Симон, открывавший турнир, ударом копья повалил противника на землю вместе с лошадью.
В августе 1429 года он был послан с несколькими рыцарями и 400 бойцами на помощь Парижу, осажденному Жанной д’Арк. Затем принял участие в набегах графа де Линьи на Пикардию.
В 1431 году попытался внезапным нападением овладеть крепостью Сен-Венсан-ле-Лан, но жители, предупрежденные о набеге, устроили вылазку, разгромили нападавших, а Симона взяли в плен. Некий воин по прозвищу «Радуга» спас его от разъяренной толпы. Два года спустя, когда Радуга сам попал в плен, Симон также пытался его выручить, но граф де Линьи приказал казнить пленника.
В 1431 году, на первом капитуле ордена Золотого руна, Симон был принят в его состав, вместо Жана де Нёшателя, исключенного из ордена за бегство с поля боя в битве при Антоне. В знак признания его доблести, герцог позволил Симону добавить в свой герб льва Люксембургов.

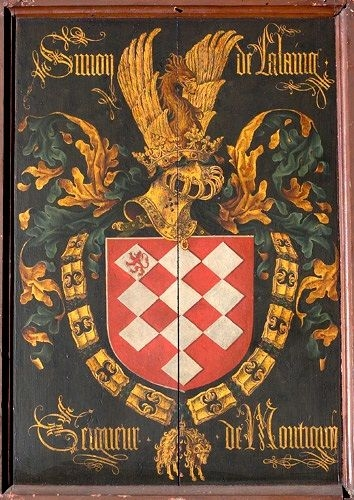

В 1435 году герцог Бургундский перешел на сторону короля Франции, и Симон был послан на помощь маршалу де Лиль-Адану, осаждавшему Париж. Англичане укрылись в Бастилии, и при посредничестве Симона и Филиппа де Тернана их удалось убедить покинуть крепость и уйти в Руан.
В 1436 году участвовал в неудачной осаде Кале. Когда герцог был вынужден отступать с боями, Симон с отборными воинами занял позицию в Гравелине, чтобы сдерживать противника. В следующем году он командовал гарнизоном Слейса и храбро оборонялся от войска восставших брюггцев.
Затем был отправлен с посольством в Рим, поддержать папу Евгения IV в его борьбе с Базельским собором. По возвращении сражался с англичанами, лотарингцами и французскими «живодерами», совершавшими опустошительные набеги на земли герцога.
В 1443 году участвовал в завоевании Люксембурга.

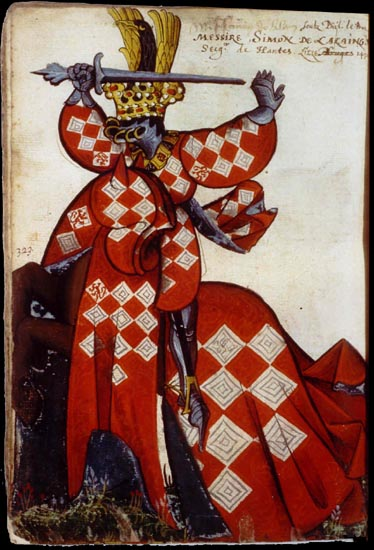
Симон VIII де Лален. Большой рыцарский гербовник ордена Золотого руна

В 1448 году сопровождал в поездке в Шотландию своего племянника Жака де Лалена, желавшего сразиться на турнире с лучшими бойцами этой страны. Оттуда они направились в Лондон, но встретили там холодный прием со стороны короля.
В 1452 году прославился упорной обороной Ауденарде, осажденного восставшими гентцами. Имея двадцать копий и две сотни лучников, он отразил все попытки 30-тысячной армии противника, имевшего солидную артиллерию. Даже когда гентцы захватили двух его сыновей и пригрозили отрубить им головы, если крепость не сдастся, Симон в ответ приказал открыть огонь из кулеврин. Вскоре войска, посланные герцогом, деблокировали город. В следующем году участвовал в решающей битве с восставшими при Гавре.
В 1454 году Филипп Добрый, отправившийся на рейхстаг в Регенсбург призывать немцев к крестовому походу, направил Симона в Париж, просить поддержки короля. В 1456 году снова был послан в Париж в качестве посредника между королём и мятежным дофином.
В 1458 году замещал герцога Бургундского на собрании пэров в Вандоме, судившем герцога Алансонского, обвиняемого в желании передать королевство англичанам.
В 1464 году, когда герцог отказался от проекта крестового похода, Симон присоединился к экспедиции великого бастарда Антуана Бургундского в качестве заместителя командующего. Две тысячи крестоносцев отплыли из Слейса, и высадились на африканском берегу, где мавры осаждали Сеуту. Оказав помощь португальцам, они направились в Италию, чтобы в Остии присоединиться к войскам, собранным папой. По прибытии они узнали, что Пий II умер, и поход отменяется, после чего через Марсель вернулись домой, потеряв много людей от болезней.
Эпитафия на его могиле в Дейнзе сообщает:

Здесь лежит Симон де Лален. Он был из ордена Золотого руна, советник и камергер герцогов Филиппа и Карла Бургундских, прево, губернатор Бомона, Шиме и Реми, бальи Амьена, адмирал, великий ловчий, и служил созданию закона во Фландрии, капитан вольных стрелков, двух замков и города Слейса, где был осажден в 1435, и затем капитан и осажденный в городе Ауденарде в 1452 и был причиной спасения двух городов; был в восьми битвах на море и суше, и во многих тяжелых боях; сражался пешим и конным; исполнял высокие военные должности, посольства по распоряжениям вышеназванных принцев; нес знамя герцога Филиппа при вступлении в Париж; был великим копейным и турнирным бойцом; и по обету высадился с силой и принес пламя в Англию; читал евангелие в канун Рождества, и утром, перед папой, на соборе в Ферраре в 1437, и исполнял службу, которую делал бы император, если бы присутствовал лично; и, наконец, из рыцарей, первыми назначенных в парламент Мехелена; преставился без упрека в год 1476, 15-й день марта.— Van Arenbergh, col. 130—131

## Семья
Жена (11.06.1441): Жанна де Гавр, дама д’Экорне (ум. 1478), дочь Арно VII, сеньора д’Экорне, и Марии д’Омон, дамы де Бракль
Дети:
- Жосс де Лален (ум. 1483), статхаудер Голландии, Зеландии и Фрисландии. Жена: Бонна де Ла Вьевиль (ум. 1503), дочь Луи де де Ла Вьевиля, сеньора де Сен, и Жанны де Кен
- Арнуль де Лален (ум. 1485), профессор Лувенского университета, советник Карла Смелого и Максимилиана Габсбурга
- Симон де Лален (ум. 1465), убит в бою под Парижем
- Филиппа де Лален (ум. 1464), умер в крестовом походе
- Франсуа де Лален (ум. 1464), умер в крестовом походе
- Жан де Лален (ум. 1476), погиб в битве при Грансоне
- Филиппота де Лален (ум. 1498). Муж (ок. 1480): Жан III де Ланнуа (ум. 1493), сеньор де Менговаль, штатгальтер Голландии и Зеландии
- Маргарита де Лален. Муж: Адриан де Байоль, сеньор де Плантен и де Фромантель.